# Malick Sidibé

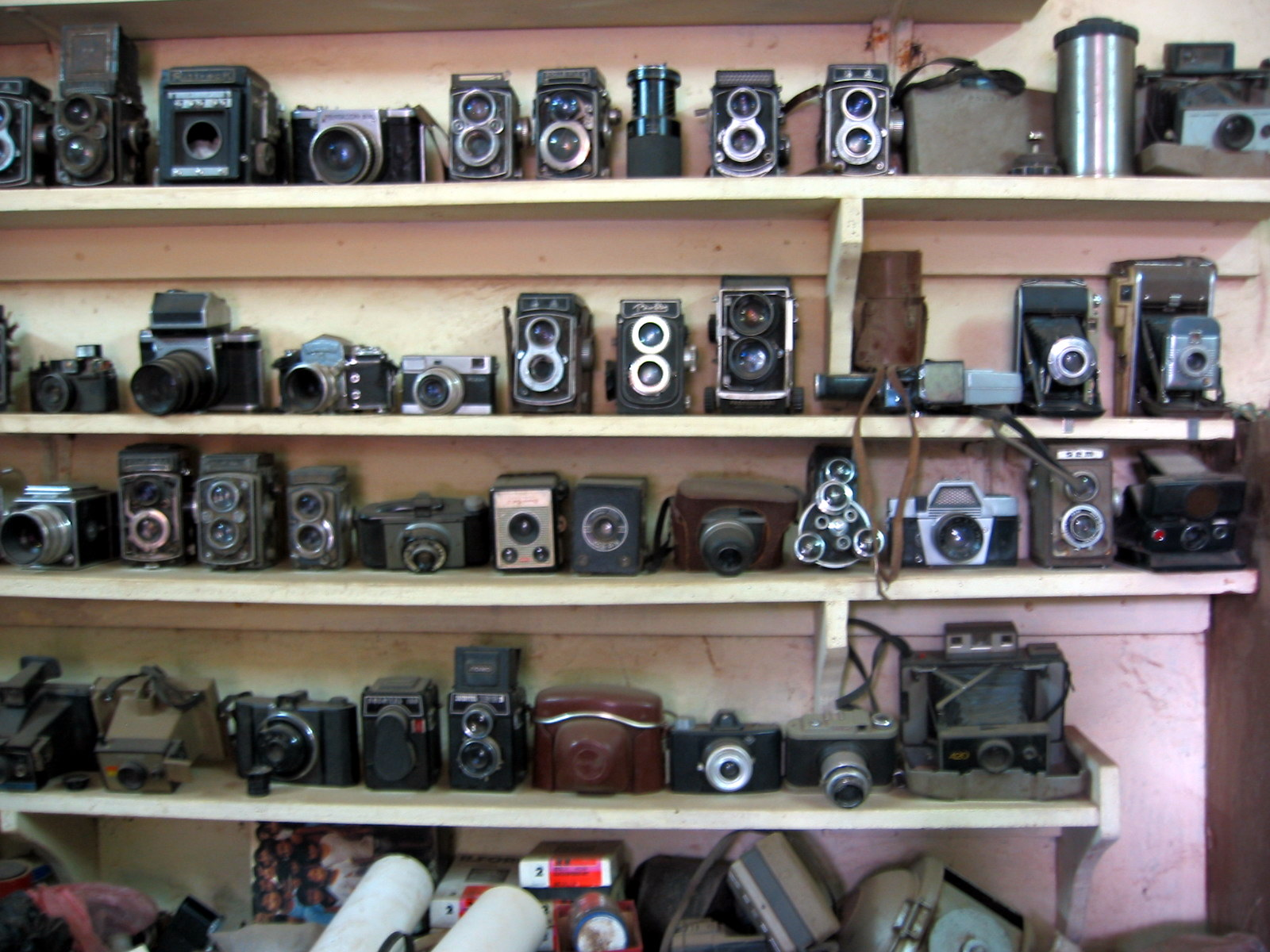
Malick Sidibés ateljé i Bamako.

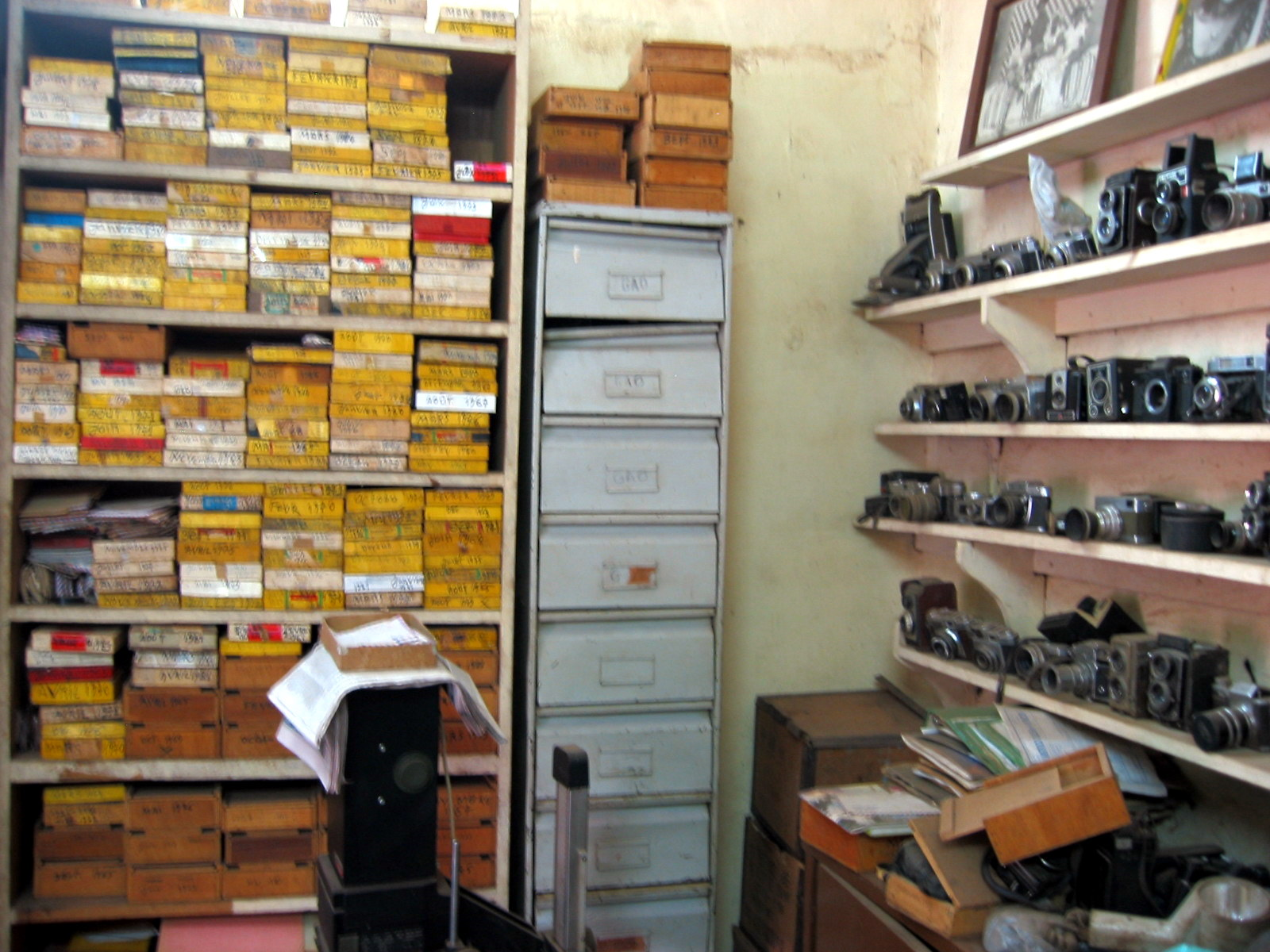
Malick Sidibés ateljé i Bamako.

Malick Sidibé, född 1936 i Soloba i regionen Sikasso i dåvarande Franska Sudan (i nuvarande Mali), död 14 april 2016 i Bamako, var en malisk fotograf. Han blev särskilt uppmärksammad för sin dokumentation av malinesisk ungdomskultur under 50- och 60-talen. År 2003 tilldelades Sidibé Hasselbladpriset.